# Ordine di Filippo il Magnanimo
L'Ordine al Merito di Filippo il Magnanimo fu un ordine cavalleresco fondato nell'ambito del Granducato d'Assia-Darmstadt e poi passato al Granducato d'Assia all'unificazione del territorio.

## Storia

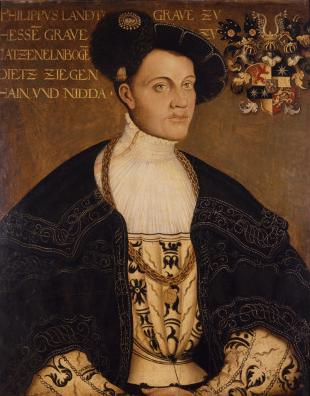
Filippo I d'Assia, detto "il Magnanimo", dedicatario dell'Ordine omonimo del Granducato d'Assia

L'Ordine venne fondato il 1º maggio 1840 dal granduca Luigi II d'Assia che lo dedicò ad un proprio antenato, Filippo I d'Assia, detto "il Magnanimo", il quale sulla fine del -Cinquecento era stato l'ultimo Langravio dell'Assia unita. L'Ordine, rimandava ovviamente a questo fatto storico e si ricollegava alla riunificazione dell'Assia nell'omonimo Granducato d'Assia a partire dal 1806.
L'onorificenza era volta a ricompensare quanti si fossero distinti a favore dello stato e del nazionalismo assiano, nonché a quanti si fossero distinti in patria o all'estero per particolari meriti che avessero portato onore al Granducato d'Assia.
L'Ordine era originariamento suddiviso in quattro classi di benemerenza:
- Cavaliere di Gran Croce
- Commendatore di I classe
- Commendatore di II classe
- Cavaliere

Nel 1918 le classi vennero variate come segue:
- Cavaliere di Gran Croce
- Commendatore di I Classe
- Commendatore di II Classe
- Croce d'Onore
- Cavaliere di I Classe
- Cavaliere di II Classe

## Insegne

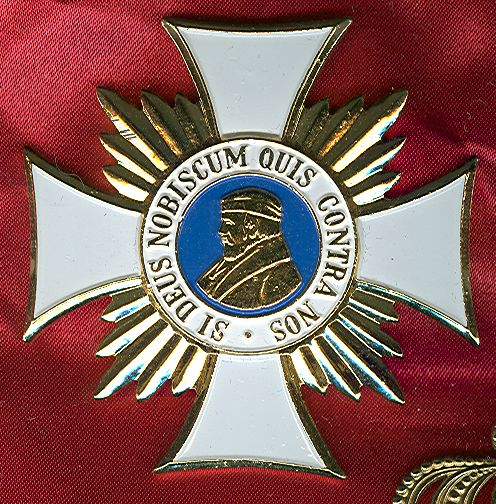
Medaglia dell'Ordine di Filippo il Magnanimo

Le insegne dell'Ordine consistevano in una croce smaltata di bianco e bordata d'oro con gli angoli incurvati, avente tra un braccio e l'altro una raggera d'oro. Al centro della croce si trovava un medaglione smaltato di blu con in oro il profilo di Filippo il Magnanimo rivolto verso sinistra.
Attorno, in una fascia bianca, in lettere dorate, si trovava il motto dell'ordine "SI DEUS NOBISCUM, QUIS CONTRA NOS" ("Se Dio sarà con noi, chi oserà contrastarci?").
Sul retro si trovava invece il monogramma del fondatore, in oro, attorniato dalla data di fondazione dell'Ordine.
In caso di conferimenti in tempo di guerra od a militari, la medaglia poteva essere corredata da due spade incrociate sul retro della croce.
La placca di Commendatore e Gran Croce era realizzata in argento e riportava la medesima croce delle medaglie, avente però un corollario di raggera tutt'attorno a formare un rombo e una corona granducale in oro sovrastante il braccio verticale della croce.
Il nastro era rosso con una striscia azzurra per parte.